# Kazimierz Adach
Kazimierz Piotr Adach, född den 9 maj 1957 i Ustka, Polen, är en polsk boxare som tog OS-brons i lättviktsboxning 1980 i Moskva. I semifinalen förlorade han mot Ángel Herrera med 0-5 och fick därmed bronsmedaljen.